# Tatort: Heißer Schnee
Heißer Schnee ist ein Fernsehfilm aus der Krimireihe Tatort. Der vom Bayerischen Rundfunk produzierte Beitrag wurde am 9. September 1984 im Ersten Programm der ARD erstgesendet. Er ist der vierte Einsatz von Kommissar Lenz, gespielt von Helmut Fischer.

## Handlung
Die Prostituierte Rita wird am Münchner Straßenstrich zusammengeschlagen. Dealer wollten ihr einen Denkzettel verpassen, weil sie das Rauschgift, das sie verkaufen sollte, heimlich gestreckt hat, um für sich mehr Gewinn herauszuholen. Einige ihrer Kolleginnen mussten den Überfall mit ansehen. Aber sie schweigen aus Angst vor den Tätern. Sie äußern lediglich, dass das ein Werk des General sei.
Um Kundschaft zu gewinnen, suchen die Frauen regelmäßig ein Nachtlokal auf, dessen Besitzerin Ingrid Elstner ist und in dem vorwiegend Soldaten der US-Armee verkehren. Petty, eine der Frauen, trifft dort auf Burt Baxter, in den sie schon lange verliebt ist. Er ist von der Army desertiert und lebt versteckt. Der General und seine Leute wollen ihn umbringen. Baxter ist im Besitz einer Bandaufnahme mit dem Befehl des General, ihn zu töten. Doch nachdem er sich mit Petty getroffen hat, wird er von Carlos, Pettys Zuhälter, verfolgt und in seinem Versteck, einer Ziegelei, angeschossen. Baxter erwidert das Feuer, und der Angreifer zieht sich zurück. Am Morgen kann sich Baxter zur alleinwohnenden Frau Mahler schleppen. Er überwältigt sie und will sich in ihrem Haus verstecken, was jedoch nicht unbeobachtet bleibt. Die Polizei trifft kurz darauf ein und Kriminalhauptkommissar Ludwig Lenz klärt nach kurzem Schusswechsel die Situation. Baxter wird ins Krankenhaus gebracht, wo Carlos in der Uniform eines US-Militärgeistlichen auftaucht, um sein Werk zu Ende zu bringen. Er fällt jedoch auf und muss fliehen.
Der echte Priester liegt bewusstlos in Unterwäsche in einem Auto auf einem Autofriedhof bei München. Beim Versuch, den Mann zu beseitigen, kann Carlos, der offensichtlich unter Drogen steht, festgenommen werden.  Lenz sucht den Kommandanten der US-Kaserne auf, der ihm auch nicht weiterhelfen kann, da er der Meinung ist, dass es diesen General gar nicht gibt und er nur ein Konstrukt ist. Seine weiteren Ermittlungen führen den Kommissar zu Petty, der er den Freier vorgaukelt. Nachdem sie ihm Rauschgift anbietet, um etwas lockerer zu werden, gibt er sich zu erkennen. Lenz bestellt Petty für den nächsten Tag aufs Präsidium, wo sie sich wütend auf den verhafteten Carlos stürzt. Lenz vermutet zwar, dass Carlos aus Eifersucht gehandelt hat, doch ist ihm nicht verborgen geblieben, dass der General auch hinter Baxter her ist und offensichtlich etwas bei ihm sucht. Am nächsten Tag wird Carlos tot in seiner Zelle gefunden, neben ihm eine Spritze mit gepanschtem Heroin. Nur Petty oder Barbesitzerin Ingrid Elstner, die am Tag vorher mit ihr bei der Polizei war, kommen als Lieferanten für das Heroin in Frage.
Da Lenz und seine Mitarbeiter hinter den Ereignissen nun organisierten Rauschgifthandel vermuten, befragen sie Petty in dieser Richtung. Sie bestätigt, dass sie und ihre Kolleginnen vom General angehalten wurden, ihre Kundschaft „anzufixen“ und mit Heroin zu versorgen. Um zu beweisen, dass es den General wirklich gibt, fährt Petty zu dem Versteck des Tonbands, das ihr kurz zuvor von Burt Baxter im Krankenhaus verraten worden ist. Ingrid Elstner und der AFN-Offizier McGready verfolgen sie jedoch, nehmen ihr die Kassette ab und löschen sie. Es war allerdings nur eine Kopie, denn Lenz hat von Baxter vorher das Versteck erfahren und das Band ausgetauscht. Die Hoffnung der Polizei, mit Ingrid Elstner und John McGready den geheimnisvollen General gestellt zu haben, erweist sich als Irrtum. Ingrid Elstner gibt an, dass hinter all dem die „Organisation“ stehe, die sowohl den Drogenhandel abwickle als auch die Prostituierten deutschlandweit unter Kontrolle habe. Da die Organisation sie nun nicht mehr schützen werde, müsse das Lenz ihrer Ansicht nach jetzt tun.

## Hintergrund
Der Film wurde im März und April 1984 in München und Umgebung gedreht.
Kommissar Ludwig Lenz war Nachfolger von Hauptkommissar Veigl (Gustl Bayrhammer) und ermittelte in den Jahren 1981 bis 1987 in insgesamt sieben Fällen.
Rainer Langhans hat in dieser Folge einen Gastauftritt als John McGready vom AFN.

## Rezeption

### Einschaltquoten
Die Erstausstrahlung von Heißer Schnee am 9. September 1984 wurde in Deutschland von 16,27 Millionen Zuschauern gesehen und erreichte einen Marktanteil von 43 Prozent für Das Erste.

### Kritik
Die Kritiker der Fernsehzeitschrift TV-Spielfilm urteilten: „Hart! Der ewige Stenz kann eben auch anders.“